# Alexandru Davila
Alexandru Davila (n. 12 februarie 1862, București, Principatele Unite Române – d. 19 octombrie 1929, București, România) a fost dramaturg, director de teatru, poet, prozator și lingvist român.

## Copilărie și studii
Alexandru Davila s-a născut în conacul Goleștilor, la 12 februarie 1862, fiind fiul cel mai mare al doctorului Carol Davila și Anicăi Racoviță, descendentă din familia Goleștilor. Anica Davila a fost fiica Zincăi Golescu și a lui Dinicu Golescu, autorul lucrării Însemnări a călătoriei mele, boier, unul dintre susținătorii școlii și teatrului românesc în anii lor de început.
Alexandru Davila și-a petrecut o bună parte a copilăriei în conacul familiei de la Golești.
În 1868-1872, Alexandru Davila a mers la școala comunală din Golești, aflată într-un pavilion al conacului familiei mamei sale. Mai târziu, a frecventat cursurile Școlii luterane din București. În primăvara anului 1871, s-a mutat împreună cu tatăl său în casa lor din Cotroceni, iar din toamna anului următor și până în 1874 a urmat cursurile gimnaziale la Institutul de băieți condus de V.A. Urechia.
Vacanțele școlare și le petrecea la Conacul Goleștilor, dar și la Băile Bughea, din vecinătatea orașului Câmpulung-Muscel, de unde corespondează cu familia: „fac nebunii toate ziua: sar, mă cațăr și ciupesc”.
În anul 1874, a fost trimis de tatăl său la Paris, la Liceul St. Louis, unde a studiat până în 1881. A frecventat în această perioadă cercurile literare și artistice din capitala Franței, cunoscând personalități din elita culturală pariziană precum Jean Richepin, Paul Ponchon, Paul Verlaine, André Gill, Mallot de Basillon, Edmond Haraucourt.

## Carieră

### Diplomat și funcționar public
Reîntors de la Paris în 1881, a fost numit atașat supranumerar la minister de către Eugeniu Stătescu, ministru al afacerilor externe. În această calitate, Alexandru Davila fost trimis la Roma și Bruxelles.
Activitatea lui Alexandru Davila a înregistrat numeroase etape: „Am părăsit diplomația, căutând să-mi îndrum viața pe alte căi. În unire cu N. Filipescu, A. Balș, C. Costa-Foru, I. Ghica, C. Hiotu, I. Grădișteanu, I. Iancovescu etc. am colaborat la Epoca fondată în 1885 și Independența Română fondată de Al. Ciurcu și cumpărată mai târziu de Lahovary”.
A fost numit, de către guvernul conservator, inspector de poliție însărcinat cu Prefectura Poliției Capitalei, funcție din care a demisionat un an mai târziu, cu gândul de a se dedica e studiului literelor și istoriei românești.
În noiembrie 1888, Alexandru Davila a fost desemnat subprefect de Tulcea, administrator al arondismentului Măcin în Dobrogea.

### Poet și prozator
În adolescență, prima preocupare literară a lui Davila a reprezentat-o poezia, acesta abordând, în perioada studiilor gimnaziale de la Paris, poezia de evocare, în care închină un poem în limba franceză plopului din fața casei părintești din București, de pe dealul Cotrocenilor. Ulterior, a publicat, sporadic, versuri în diferite reviste ale vremii cu tematică predominant erotică. Poezia tânărului Davila se remarcă prin absența unei intensități pasionale specifice liricii adolescentine.  
A publicat poemul „Reînviere” în revista „Semănătorul la 24 februarie 1902 și poezia „Maiul” în revista „Literatura și arta română”, în același an. În poemul „Himere”, Alexandru Davila pune accent pe forța spiritualității umane.
Scrierile în proză formate din minischițe, unele cu caracter anecdotic, dar și autobiografic, au fost reunite în trei volume, sub titlul „Din torsul zilelor”, publicat în ultima perioadă a vieții sale la Editura „Oltenia”. Camil Petrescu a considerat că aceasta este o culegere de articole de o mare valoare documentară și literară. Printre personalitățile evocate în această publicație se numără Paul Verlaine, Paolo Tosti, Dimitrie Bolintineanu, Pompiliu Eliade, Șt. O. Iosif (care a tradus, în perioada directoratului său la Teatrul Național, drame semnate de Corneille, Sándor Petőfi, Goethe), precum și dramaturgul Ion Luca Caragiale.

### Lingvist și traducător
Interesul dramaturgului pentru lingvistică se manifestă în articolul „Alfabetul român”, publicat în volumul „Din torsul zilelor”, unde a consemnat că alfabetul trebuie adaptat limbii, nu limba alfabetului. Alexandru Davila a propus câteva semne noi, menite să corespundă realității fonetice specifice limbii române, întrucât cele 22 de litere ale alfabetului latin sunt, în opinia sa, insuficiente pentru redarea exactă a sunetelor. Astfel, aplicând principiul fonetic în ortografie, Davila a afirmat necesitatea introducerii unui alfabet format din 26 de litere: 7 vocale și 19 consoane.
La 8 mai 1923, Alexandru Davila i-a trimis directorului Teatrului Național din București, avocatului Jean Vasilescu, traducerea pe care a realizat-o după comedia lui Heinrich von Kleist „Ulciorul sfărâmat”. Aceasta a fost realizată prin contopirea versiunii germane a lui Karl Friedrich Witmann cu cea franceză.

### Om de teatru
La 29 ianuarie 1905, ministrul Take Ionescu a semnat decretul de numire a lui Alexandru Davila în funcția de director al Teatrului Național din București. Stabilirea repertoriului Teatrului Național a implicat, în optica regizorală a lui Alexandru Davila, orientarea spre piese din dramaturgia națională clasică. Astfel, stagiunea 1906-1907 a fost deschisă cu drama „Despot-Vodă” de Vasile Alecsandri și „Răzvan și Vidra” de Bogdan-Petriceicu Hasdeu. Promovarea pe prima scenă teatrală a țării a unor piese de teatru românești, dar și a unora din dramaturgia clasică universală, a fost subliniată prin numărul pieselor reprezentate, între 1905 și 1908, sub direcția sa: din cele 87 de piese, 39 aparțineau unor scriitori români, iar 49 unor autori străini, jumătate dintre aceștia fiind clasici.
Alexandru Davila s-a văzut nevoit să demisioneze la 4 ianuarie 1914. În toamna aceluiași an, împreună cu câțiva prieteni, a înființat Cercul bibliofil, care intenționa să publice în ediții comentate toate capodoperele literaturii românești. Această inițiativă a rămas la stadiu de proiect, deoarece la 5 aprilie 1915 Davila a fost victima unui atentat, în urma căruia a rămas paralizat locomotor, fiind obligat să-și petreacă restul vieții sale într-un scaun cu rotile.
S-a remarcat ca teoretician al teatrului. În perioada 1918-1919, Alexandru Davila a publicat o serie de articole în periodice, sub titlul generic „Scrisori către actorul X” și reunite în cel de-al doilea volum de amintiri „Din torsul zilelor”, reprezentând sinteze ale ideilor inovatoare pe care le-a lansat și aplicat în teatrul românesc. Cele 33 de „Scrisori către actorul X” subliniază orientarea autorului lor spre o artă realistă și preocuparea pentru modernizarea teatrului românesc. Davila a considerat textul dramatic ca fiind elementul primordial în spectacol, întrucât acesta individualizează, prin modalitatea diferită de reflectare a realității, genurile dramatice comedia și tragedia. Abordând modalitatea de reprezentare a realității în piesele de teatru, Davila a fost împotriva „fotografierii” realității, considerând că teatrul nu dă realitatea, ci iluzia realității.
În calitate de regizor, Davila a reunit pe scena teatrală românească actori care lucrau pe scene comerciale sau în provincie. Dramaturgul Alexandru Davila era convins că valoarea unui spectacol depinde de omogenitatea și înalta artă a întregii distribuții.
A contribuit la ascensiunea în teatrul românesc a unor actori precum Marioara Voiculescu, Lucia Sturdza, Maria Giurgea, Ana Luca, Nicolae Soreanu, Tony Bulandra, Ion Manolescu, Ioan Livescu, Romald Bulfinsky și alții.

### Dramaturg
Trilogia „Mirciada” a fost concepută, potrivit unei confesiuni consemnate în Scrisoarea a XXXII, „Trilogia”, din 1 septembrie 1919, să includă piesele de teatru „Vlaicu Vodă”, „Dan Vodă” și „Mircea cel Bătrân”, reunite sub numele generic „Român Grue” („neamul românesc”). Epoca evocată în trilogie este concentrată în evenimente istorice petrecute în timpul domniei lui Vlaicu și a urmașilor săi la tronul Țării Românești.
Prima parte a trilogiei este opera dramatică fundamentală „Vlaicu-Vodă”. Această dramă în versuri a fost precedată de unele eseuri scenice, care l-au format ca autor dramatic, dar nu au avut succes.
Piesa este scrisă în cinci, în versuri, și înfățișează drama unuia dintre primii domnitori din a doua jumătate a secolului al XIV-lea, Vladislav I (1364-1374), ctitor al Bisericii Domnești din Argeș și înmormântat acolo.
Alexandru Davila a fost acuzat că a plagiat drama „Doamna Clara”. Profesorul Petrescu a constatat că în proiectele teatrale ale lui Alexandru Davila nu exista nicio referire la acea lucrare.
A doua piesă, „Dan Vodă”, are acțiunea plasată în anul 1386, când s-a declanșat lupta pentru supremația domniei între Dan și Mircea, fiii lui Radu, fratele lui Vlaicu Vodă.
Piesa „Mircea cel Bătrân”, ultima din trilogie, relevă încercarea disperată a lui Mircea de a o înlătura pe soția sa, Slava, care îi dăruise un fiu, pe Vlad Dracul, și de a se căsători cu văduva fratelui său, Ruxandra.
Piesele „Dan Vodă” și „Mircea cel Bătrân” s-au păstrat exclusiv ca proiecte, nefiind definitivate. Trilogia urma să releve, în esență, o viziune shakesperiană despre legitimitate și uzurpare.

## Viață personală
La 5 decembrie 1885 s-a căsătorit cu Ortansa Keminger de Lippa, fosta lui elevă de la Azilul Elena Doamna, de care s-a despărțit în 1888, copiii lor, Carol (Citta) și Theodor, rămânând în grija sa.
La un an de la plecarea din funcția de director general al Teatrului Național din București, în ziua de 5 aprilie 1915, omul de serviciu Jean Dumitriu – din motive necunoscute – l-a lovit pe Davila cu un pumnal în tâmplă, în timpul somnului. Acesta a reușit să supraviețuiască și a mai trăit paisprezece ani paralizat. A decedat la 19 octombrie 1929 la Spitalul Militar din București.